# A francia Becsületrend magyar kitüntetettjeinek listája

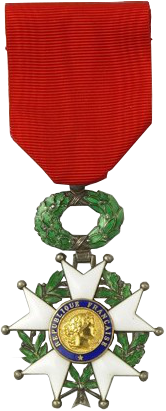
A Becsületrend lovagi rendjele

A jelen lista a Franciaország által magyar, illetve magyar származású személyeknek adományozott Becsületrend tagjait sorolja fel. Döntő hányaduk megtisztelő címen kapott elismerést, azonban többen – francia állampolgárként vagy a francia államnak tett közvetlen szolgálatért – teljes jogú tagjai a rendnek.
A kitüntetettek számáról, személyéről pontos adatok nem állnak rendelkezésre. A Petőfi Irodalmi Múzeum saját gyűjtés keretében összeállított egy 242 személy adatait tartalmazó adatbázist, melyet 2004-ben lezárt.

## Díjazottak
| Év   | Név | Fokozat                                   |
| ---- | --- | ----------------------------------------- |
| 2023 | Geskó Judit művészettörténész, a Szépművészeti Múzeum tudományos munkatársa | lovag                                     |
| 2022 | Boda Gabriella zenepedagógus, karnagy | lovag                                     |
| 2019 | Novák Katalin politikus, államtitkár, miniszter, köztársasági elnök | lovag                                     |
| 2018 | Grabócz Márta zenetörténész | lovag                                     |
| 2018 | Káel Csaba filmrendező, érdemes művész, a Müpa vezérigazgatója | lovag                                     |
| 2017 | Baán László, a Szépművészeti Múzeum és Nemzeti Galéria főigazgatója | lovag                                     |
| 2017 | Csaba Péter hegedűművész, karmester, a MÁV Szimfonikus Zenekar művészeti vezetője                                                                                                | lovag                                     |
| 2015 | Yves de Daruvar (1921–2018) katonatiszt, történész | nagykereszt                               |
| 2014 | Benkő Tibor vezérezredes, a Honvéd Vezérkar főnöke | tiszt                                     |
| 2014 | Andor László közgazdász, az Európai Bizottság biztosa | lovag                                     |
| 2013 | Győri Enikő közgazdász, diplomata, politikus | tiszt                                     |
| 2012 | Molnár Vera képzőművész | lovag                                     |
| 2012 | Szapáry György közgazdász | lovag                                     |
| 2011 | Bárdosi Vilmos nyelvész, pedagógus | lovag                                     |
| 2011 | Csernus Sándor történész, a SZTE BTK akkori dékánja, a Liszt Intézet Magyar Kulturális Központ Párizs volt igazgatója                                                            | lovag                                     |
| 2011 | Haraszti Miklós, politikus, az EBESZ volt sajtószabadság-képviselője | lovag                                     |
| 2011 | Pintér Zoltán vezérőrnagy, az MH ÖHP légierő haderőnem főnöke | lovag                                     |
| 2010 | Kozma Imre, a Magyar Máltai Szeretetszolgálat vezetője | lovag                                     |
| 2009 | Tömböl László vezérezredes, vezérkari főnök | tiszt                                     |
| 2009 | Granasztói György történész | lovag                                     |
| 2009 | Hegyi Lóránd művészettörténész | lovag                                     |
| 2009 | Hoffmann Rózsa egyetemi docens, a PPKE BTK Pedagógiai Intézetének vezetője | lovag                                     |
| 2009 | Iván Gábor államtitkár | lovag                                     |
| 2009 | Rév Lívia zongoraművész | lovag                                     |
| 2007 | Hónig Péter, a Malév Zrt. elnöke, a Ganz Transelektro Villamossági Rt. vezérigazgatója                                                                                           | lovag                                     |
| 2007 | Iváncsik Imre, a Honvédelmi Minisztérium államtitkára | tiszt                                     |
| 2006 | Harbula Gyula, az Accor-Pannonia Hotels Zrt. igazgatósági elnöke | lovag                                     |
| 2006 | Horváth Tamás, volt nagykövet, az EDF Hungária Kft. főigazgatója Archiválva 2014. augusztus 15-i dátummal a Wayback Machine-ben                                                  | tiszt                                     |
| 2006 | Lentulay György (Georges Lentulay de Verbo) elektromérnök | tiszt                                     |
| 2006 | Lomnici Zoltán, a Legfelsőbb Bíróság elnöke | lovag                                     |
| 2005 | Gergényi Péter vezérőrnagy | lovag                                     |
| 2005 | Mikita János dandártábornok, a Honvéd Vezérkar törzsigazgatója | lovag                                     |
| 2005 | Sárkány Katalin, az Egészségügyi Minisztérium főosztályvezető-helyettese | lovag                                     |
| 2005 | Szili Katalin házelnök | parancsnok                                |
| 2005 | Zilahy Péter, az MTA főosztályvezetője | lovag                                     |
| 2004 | Balázs Péter, az Európai Bizottság magyar tagja | lovag                                     |
| 2004 | Mandur László ,az országgyűlés alelnöke | parancsnok                                |
| 2004 | Medgyessy Péter miniszterelnök | főtiszt                                   |
| 2004 | Szenes Zoltán altábornagy, vezérkari főnök | tiszt                                     |
| 2003 | Dávid Ibolya ügyvéd, politikus | parancsnok                                |
| 2003 | Huth Péter (Pierre Huth) | parancsnok                                |
| 2002 | Fodor Lajos vezérezredes, vezérkari főnök | tiszt                                     |
| 2002 | Martinusz Zoltán kormány-főtanácsadó | lovag                                     |
| 2001 | Fasang Árpád zongoraművész, volt UNESCO nagykövet | lovag                                     |
| 2001 | Koncz Zsuzsa előadóművész | lovag                                     |
| 2001 | Mádl Ferenc köztársasági elnök | nagykereszt                               |
| 2001 | Martonyi János külügyminiszter | főtiszt                                   |
| 2001 | Nagy Andor volt miniszterelnöki kabinetfőnök | parancsnok                                |
| 2001 | Rockenbauer Zoltán politikus | főtiszt                                   |
| 2001 | Schweitzer József főrabbi | lovag                                     |
| 2001 | Szabó Miklós régész, ókorkutató | parancsnok                                |
| 2001 | Pierre Vago (Vágó Péter) építész | tiszt                                     |
| 2000 | Végh Ferenc vezérezredes, vezérkari főnök | tiszt                                     |
| 1999 | Pierre Abonyi (Abonyi Péter) 2. világháborús veterán | lovag                                     |
| 1999 | Bóc Imre közgazdász, író | lovag                                     |
| 1999 | Kádár József Lajos, légiós | lovag                                     |
| 1999 | Kósáné Kovács Magda pedagógus, szakszervezeti vezető, politikus | lovag                                     |
| 1999 | Lámfalussy Sándor pénzügyi szakember | parancsnok                                |
| 1998 | Székely Péter (Pierre Székely) szobrász | lovag                                     |
| 1997 | Andorka Rudolf szociológus | lovag                                     |
| 1997 | Földes L. Péter újságíró, a francia ellenállási mozgalom egykori tagja | tiszt                                     |
| 1997 | Für Lajos volt honvédelmi miniszter | tiszt                                     |
| 1997 | Harmathy Attila jogtudós, egyetemi tanár | tiszt                                     |
| 1997 | H. Balázs Éva történész | lovag                                     |
| 1997 | Göncz Árpád köztársasági elnök | nagykereszt                               |
| 1997 | Kende Péter szociológus | lovag                                     |
| 1997 | Kornai János akadémikus | tiszt                                     |
| 1997 | Kosáry Domokos történész | tiszt                                     |
| 1997 | Litván György történész | lovag                                     |
| 1997 | Mécs Imre politikus | tiszt                                     |
| 1997 | Méray Tibor író | lovag                                     |
| 1997 | Németh Margit, a budapesti francia nagykövetség munkatársa | lovag                                     |
| 1997 | Szelényiné Elischer-Gerbeaud Edit, a budapesti francia nagykövetség munkatársa                                                                                                   | lovag                                     |
| 1997 | Tardos Tibor író | lovag                                     |
| 1997 | Vásárhelyi Miklós történész | lovag                                     |
| 1996 | Konrád György író | tiszt                                     |
| 1996 | Paul Prets (Préts Pál), a Szabad Francia Erők katonája | parancsnok                                |
| 1996 | Pungor Ernő (1923-2007) kémikus, politikus | tiszt                                     |
| 1996 | Kelemen Tiborné dr. Balogh Jolán, az ELTE nyugalmazott docense, a nyelvtudomány doktora                                                                                          | lovag                                     |
| 1996 | Ullmann Ágnes (Agnès Ullmann) a párizsi Pasteur Intézet kutatási igazgatója | lovag                                     |
| 1993 | Cziffra György (zongoraművész) zongoraművész | tiszt                                     |
| 1993 | Hajdu István (Étienne Hajdu) szobrász | parancsnok                                |
| 1993 | Kiss Sándor Károly (Alexandre-Charles Kiss) jogtudós, az MTA tagja | tiszt                                     |
| 1992 | Lucien Hervé fotográfus | lovag                                     |
| 1992 | Végh Sándor hegedűművész | lovag                                     |
| 1991 | Rolla János hegedűművész | lovag                                     |
| 1988 | Fejtő Ferenc (François Fejtö) történész, író | lovag                                     |
| 1986 | Nyáry Ernő karmelita szerzetes, érsek | lovag                                     |
| 1983 | Arma Paul (Arma Pál) zeneszerző | lovag                                     |
| 1983 | André Kertész fotóművész Archiválva 2012. március 15-i dátummal a Wayback Machine-ben                                                                                            | lovag                                     |
| 1976 | Brassaï fotóművész | lovag                                     |
| 1976 | Kürti Miklós (Nicholas Kurti) fizikus | lovag                                     |
| 1974 | Illyés Gyula költő, műfordító, a nemzetközi PEN Club alelnöke Archiválva 2009. május 28-i dátummal a Wayback Machine-ben                                                         | parancsnok                                |
| 1972 | Nicolas Schöffer (Schöffer Miklós) | tiszt                                     |
| 1970 | Victor Vasarely (Vásárhelyi Győző) festőművész | lovag                                     |
| 1967 | Lucien Fischmann (Fischmann László) (Újpest, 1909. március 12. - ?) elektromérnök                                                                                                | lovag                                     |
| 1960 | Varga Béla (1903-1995) pap, politikus | tiszt                                     |
| 1957 | Tibor Revesz-Long (Révész Tibor), a Szabad Francia Erők katonája | lovag (1949), tiszt (1957) (parancsnok ?) |
| 1954 | Biedermann Léona Betti (1881–1973), férje Jean Charles Charpentier, a Ligue Fraternelle des Enfants de France, Paris (LFEF) elnöke (korábban alelnöke) Biedermann Albert leánya. | tiszt, korábban lovag                     |
| 1953 | Kálmán Imre zeneszerző | tiszt                                     |
| 1948 | Barcza György diplomata |                                           |
| 1947 | Auer Pál ügyvéd, nagykövet | parancsnok                                |
| 1947 | Utassy Loránd vezérőrnagy |                                           |
| 1943 | Molnos (Müller) Lipót irodalomtörténész | tiszt                                     |
| 1945 | Hevesi András író | lovag                                     |
| 1941 | Khuen-Héderváry Sándor külügyminiszter-helyettes, párizsi követ | főtiszt                                   |
| 1939 | Kállay Miklós politikus, a Nemzetközi Mezőgazdasági Ipari Szövetség elnöke | főtiszt                                   |
| 1938 | Dicenty Dezső (1879-1965) agrogeológus, szőlész-borász | parancsnok                                |
| 1938 | Hankiss János (1893-1959) irodalomtörténész Archiválva 2014. augusztus 19-i dátummal a Wayback Machine-ben                                                                       | lovag                                     |
| 1938 | Zolnai Béla (1890-1969) irodalomtörténész |                                           |
| 1937 | Gyergyai Albert irodalomtörténész, műfordító |                                           |
| 1937 | Györgyi Dénes építész Archiválva 2016. február 6-i dátummal a Wayback Machine-ben                                                                                                | tiszt                                     |
| 1937 | Teleki Andor (1902-1978) kereskedelmi attasé Archiválva 2012. október 16-i dátummal a Wayback Machine-ben                                                                        | tiszt                                     |
| 1937 | Ambró István bankigazgató |                                           |
| 1937 | Sebestyén Pál jogász, diplomata |                                           |
| 1937 | Ujváry Dezső konzul |                                           |
| 1936 | Dohnányi Ernő zongoraművész | tiszt                                     |
| 1934 | Gesztesi Gyula újságíró, diplomata | lovag                                     |
| 1934 | Augustin Béla gyógynövénytermesztő Archiválva 2016. március 5-i dátummal a Wayback Machine-ben                                                                                   |                                           |
| 1934 | Boros László író, újságíró |                                           |
| 1934 | Márkus Miksa író, újságíró |                                           |
| 1933 | Lehár Ferenc zeneszerző | parancsnok                                |
| 1933 | Villani Frigyes (1882-1964) diplomata |                                           |
| 1932 | Szabó Adalbert György iparművész, díszműlakatos | lovag                                     |
| 1932 | Eckhardt Sándor nyelvész, szótárszerkesztő, irodalomtörténész Archiválva 2016. március 4-i dátummal a Wayback Machine-ben                                                        | lovag                                     |
| 1932 | Hevesi Sándor, író, műfordító, színházigazgató Archiválva 2016. március 4-i dátummal a Wayback Machine-ben                                                                       | lovag                                     |
| 1932 | Kosztolányi Dezső író, költő, műfordító Archiválva 2016. március 4-i dátummal a Wayback Machine-ben                                                                              | lovag                                     |
| 1932 | Vértes Marcell festő, grafikus | lovag                                     |
| 1931 | Babits Mihály költő | lovag                                     |
| 1931 | Ferenczi Izsó (1881-1958) államtitkár |                                           |
| 1931 | Királdi Lukács György követségi titkár |                                           |
| 1930 | Bartók Béla zeneszerző | lovag                                     |
| 1930 | Böszörményi László külügyi tisztviselő Archiválva 2016. március 4-i dátummal a Wayback Machine-ben                                                                               | tiszt                                     |
| 1930 | Gombocz Zoltán nyelvtudós, egyetemi tanár | lovag                                     |
| 1930 | Osvát Ernő szerkesztő, kritikus, író | lovag                                     |
| 1930 | Rózsaffy Dezső festő és művészeti író | tiszt                                     |
| 1929 | Nemes Marcell üzletember, műgyűjtő | lovag                                     |
| 1928 | Buday Béla (1865-1944) mérnök, államtitkár |                                           |
| 1928 | Fischer Mór sporttisztviselő, FIFA-ellenőr |                                           |
| 1928 | Ghyczy Miklós (1869–1930) intézet igazgató, kereskedelmi államtitkár |                                           |
| 1928 | Hevesy Pál diplomata |                                           |
| 1928 | Horváth Géza (1847-1937) zoológus, múzeumigazgató | tiszt                                     |
| 1928 | Korányi Frigyes (1869-1935) párizsi követ, pénzügyminiszter |                                           |
| 1928 | Prónay György államtitkár |                                           |
| 1928 | Rosty Forgách Ferenc Zsigmond (1892–1957) diplomata |                                           |
| 1928 | Végh Miklós diplomata |                                           |
| 1927 | Heltai Jenő író, költő, újságíró | lovag                                     |
| 1927 | Molnár Ferenc író, újságíró | lovag                                     |
| 1925 | Szilárd Béla (1884–1926)kémikus | lovag                                     |
| 1914 | Schulhof Lipót (Leopold Schulhof) csillagász | lovag                                     |
| 1912 | Ballai Lajos (1855–1912), a Szabadalmi Hivatal elnöke | tiszt                                     |
| 1912 | Bartoniek Géza pedagógus | tiszt                                     |
| 1912 | Karczag Vilmos író, színházigazgató | tiszt                                     |
| 1909 | Ketten, Léopold (1845-1932) operaénekes (tenor), a genfi konzervatórium professzora.                                                                                             | lovag, majd tiszt                         |
| 1907 | Korda Dezső (Désiré Korda) elektromérnök | lovag                                     |
| 1906 | Horn Emil Károly (1858-1934) bankár, műfordító | lovag                                     |
| 1906 | Biedermann Albert (1844–1908) mérnök | tiszt                                     |
| 1905 | Arányi Miksa (1858–1937) író, újságíró, tanár, műfordító. | lovag                                     |
| 1905 | Kunffy Lajos festő | lovag                                     |
| 1902 | Türr István tábornok Archiválva 2016. március 4-i dátummal a Wayback Machine-ben                                                                                                 | főtiszt                                   |
| 1901 | Széchenyi Béla földbirtokos, földrajzi utazó | főtiszt                                   |
| 1901 | Graenzenstein Béla (1847-1913) államtitkár | parancsnok                                |
| 1901 | Nemeskéri Kiss Pál (1856-1928) államtitkár | parancsnok                                |
| 1901 | Ráth György, a Magyar Iparművészeti Társulat elnöke | parancsnok                                |
| 1901 | Berg Gusztáv uradalmi intéző | tiszt                                     |
| 1901 | Faragó Lipót miniszteri osztálytanácsos | tiszt                                     |
| 1901 | Fittler Kamill építész, az iparművészeti iskola igazgatója | tiszt                                     |
| 1901 | Halmos János budapesti polgármester | tiszt                                     |
| 1901 | Kazy József miniszteri osztálytanácsos | tiszt                                     |
| 1901 | Mallin Ivó, báni tanácsos | tiszt                                     |
| 1901 | Mechwart András, a Ganz és társa Rt. alelnöke | tiszt                                     |
| 1901 | Pekár Imre, a Magyar Leszámítoló és Pénzváltó Bank vezérigazgatója | tiszt                                     |
| 1901 | Radisics Jenő, az Országos Iparművészeti Múzeum igazgatója | tiszt                                     |
| 1901 | Szalay Imre író, múzeumigazgató | tiszt                                     |
| 1901 | Szterényi József, miniszteri tanácsos | tiszt                                     |
| 1901 | Vértessy Kálmán miniszteri osztálytanácsos | tiszt                                     |
| 1901 | Wagner Jenő jogász, királyi tanácsos | tiszt                                     |
| 1901 | Bálint Zoltán műépítész | lovag                                     |
| 1901 | Borhy György földbirtokos | lovag                                     |
| 1901 | Egerváry Gyula (1849-1913) vadászati felügyelő | lovag                                     |
| 1901 | Erődi Béla (1846-1936) tankerületi főigazgató | lovag                                     |
| 1901 | Faragó Ödön, felső ipariskolai tanár | lovag                                     |
| 1901 | Gerbeaud Emil | lovag                                     |
| 1901 | Győry Árpád udvari levéltáros | lovag                                     |
| 1901 | Hegedűs Károly, a Technológiai Múzeum főigazgatója | lovag                                     |
| 1901 | Herman Ottó természettudós | lovag                                     |
| 1901 | Jungfer Gyula lakatos nagyiparos | lovag                                     |
| 1901 | Rákosi Jenő főrendiházi tag | lovag                                     |
| 1901 | Szomjas Lajos mezőgazdasági miniszteri titkár | lovag                                     |
| 1901 | Thék Endre bútorasztalos nagyiparos | lovag                                     |
| 1901 | Turkovich Milán földbirtokos | lovag                                     |
| 1901 | Vágó Pál festőművész | lovag                                     |
| 1901 | Zala György szobrász | lovag                                     |
| 1900 | Lukács Béla kereskedelmi miniszter | főtiszt                                   |
| 1900 | Miklós Ödön (1856-1923) helyettes kormánybiztos | tiszt                                     |
| 1900 | Návay Aladár dr. udvari tanácsos | lovag                                     |
| 1898 | Goda Béla győri főispán, képviselő | tiszt                                     |
| 1894 | Kruspér István (1818–1905) metrológus, geodéta, az MTA tagja | tiszt                                     |
| 1893 | Bertha Sándor zeneszerző | lovag                                     |
| 1890 | Munkácsy Mihály festőművész | parancsnok                                |
| 1889 | Ludvigh Gyula, a m. kir. államvasutak elnökigazgatója | lovag                                     |
| 1886 | Hieronymi Károly, az Osztrák-Magyar Államvaspálya Társaság igazgatója | lovag?                                    |
| 1884 | Heller István (Stephen Heller) (1813-1888) zeneszerző, zongoraművész | lovag                                     |
| 1882 | Szemere Attila újságíró | lovag                                     |
| 1881 | Eötvös Loránd fizikus | lovag                                     |
| 1881 | Renvers Vilmos (1849-1905) cs. és kir. ulánus kapitány | lovag                                     |
| 1879 | Zichy Mihály festőművész | tiszt                                     |
| 1878 | Szapáry Gyula miniszterelnök | nagykereszt                               |
| 1878 | Harkányi Frigyes (1826-1919) politikus, kiállítási kormánybiztos | főtiszt                                   |
| 1878 | Békey Imre tanfelügyelő, miniszteri osztálytanácsos | tiszt                                     |
| 1878 | Kozma Ferenc miniszteri tanácsos, lótenyésztő | tiszt                                     |
| 1878 | Gönczy Pál miniszteri tanácsos | tiszt                                     |
| 1878 | Horváth János Nepomuk (1829-1905) titkostanácsos, altábornagy, az állami ménesek központi katonai felügyelője                                                                    | tiszt                                     |
| 1878 | Lechner Lajos építész, középítési igazgató | tiszt                                     |
| 1878 | Tolnay Lajos MÁV-elnökigazgató, képviselő | tiszt                                     |
| 1878 | Bernolák Sándor miniszteri tanácsos, kiállítási titkár | lovag                                     |
| 1878 | Bohus Zsigmond (1825–1917) politikus | lovag                                     |
| 1878 | Falk Zsigmond nyomdaigazgató | lovag                                     |
| 1878 | Flandorffer Pál soproni borkereskedő, bankelnök | lovag                                     |
| 1878 | Gerlóczy Károly fővárosi alpolgármester | lovag                                     |
| 1878 | Goldschmidt Lajos opálbánya-bérlő | lovag                                     |
| 1878 | Gutmann Simon Henrik (1806-1890) nagykanizsai földbirtokos | lovag                                     |
| 1878 | Grüneberg Károly pozsonyi kefegyáros | lovag                                     |
| 1878 | Krishaber Mór (Maurice Krishaber) párizsi fül-orr-gégész, neurológus | lovag                                     |
| 1878 | Murray Jackson óbudai hajógyár-igazgató | lovag                                     |
| 1878 | Nagy János közlekedésminiszteri osztálytanácsos | lovag                                     |
| 1878 | Paget János mezőgazdász, erdélyi pinceegyleti elnök | lovag                                     |
| 1878 | Podmaniczky Géza (1839–1923) csillagász, politikus | lovag                                     |
| 1878 | Pokorny Ferenc zágrábi likőrgyáros | lovag                                     |
| 1878 | Rampelt Adolf, Albert főherceg uradalmi tiszttartója | lovag                                     |
| 1878 | Rodiczky Jenő mezőgazdász, mosonmagyaróvári akadémiai tanár Archiválva 2016. március 4-i dátummal a Wayback Machine-ben                                                          | lovag                                     |
| 1878 | Székely Bertalan festőművész, országos mintarajztanodai tanár Archiválva 2010. január 15-i dátummal a Wayback Machine-ben                                                        | lovag                                     |
| 1878 | Ujfalvy Károly Jenő (Charles-Eugène Ujfalvy) nyelvész, néprajzkutató, antropológus                                                                                               | lovag                                     |
| 1878 | Weber Antal építész | lovag                                     |
| 1878 | Zsigmondy Vilmos (1821-1888) bányamérnök, akadémikus Archiválva 2014. augusztus 12-i dátummal a Wayback Machine-ben                                                              | lovag                                     |
| 1878 | Zsolnay Vilmos (1828-1900) keramikusművész, nagyiparos | lovag                                     |
| 1871 | Bauer Mária Bernát (1829-1903) katolikus pap, majd pénzügyi szakértő | lovag                                     |
| 1870 | Gruby Dávid (1810-1898) orvos | lovag                                     |
| 1868 | Nemeskéri Kiss Miklós 48-as honvéd ezredes | lovag                                     |
| 1867 | Fischer Mór (1799–1880) porcelánfestő, gyáros | tiszt                                     |
| 1867 | Térey Pál huszártiszt, magyar világkiállítási biztos | lovag                                     |
| 1867 | Cohn Albert a párizsi zsidó hitközség tanácsának elnöke. | lovag                                     |
| 1867 | Széchenyi Ödön gróf Archiválva 2014. augusztus 31-i dátummal a Wayback Machine-ben                                                                                               | lovag                                     |
| 1866 | Pókay József János altábornagy | lovag                                     |
| 1861 | Liszt Ferenc zongoraművész, zeneszerző | parancsnok                                |
| 1853 | Urházy György újságíró, író | lovag                                     |
| 1846 | Mandl Lajos (Louis Mandl) orvos, anatómus | lovag                                     |
| 1835 | Paul Braunwailer (1785–) a Hohenlohe ezred kapitánya | lovag                                     |
| 1826 | Johann Nepomuk Hummel zeneszerző | lovag                                     |
|      | Piret de Bihain Jenő lovassági tábornok | főtiszt                                   |
|      | Ambrus Jenő, a Külügyminisztérium volt protokollfőnöke | parancsnok                                |
|      | Horváth Gyula publicista, politikus [forrás?] | parancsnok                                |
|      | Kékessy Dezső üzletember, egykori nagykövet | parancsnok                                |
|      | Paczolay Péter, a Köztársaság Elnöki Hivatal helyettes vezetője | parancsnok                                |
|      | Cziráky Béla (1852-1911) | tiszt                                     |
|      | Kecskés Tibor, a párizsi Magyar Nagykövetség első beosztottja | tiszt                                     |
|      | Lőwy Mór (Maurice Loewy) (1833—1907) csillagász, a párizsi Nemzeti Obszervatórium igazgatója                                                                                     | tiszt                                     |
|      | Pejacsevich Miklós lovassági tábornok | tiszt                                     |
|      | Rakovszky Béla (1860-1916) diplomata, országgyűlési képviselő | tiszt                                     |
|      | Schillinger Erzsébet, a köztársasági elnök sajtófőnöke | tiszt                                     |
|      | Arenstein József matematikus | lovag                                     |
|      | Bakos József, a Szabad Francia Erők katonája | lovag                                     |
|      | Bartha Ferenc közgazdász | lovag                                     |
|      | Bedő Albert erdész, államtitkár, képviselő | lovag                                     |
|      | Bodon Károly orvos, egyetemi magántanár | lovag                                     |
|      | Dede Franciska, a Köztársasági Elnöki Hivatal munkatársa | lovag                                     |
|      | Fackh Károly vasúti vezérigazgató, képviselő | lovag                                     |
|      | Kocsis Imre, a Szabad Francia Erők tisztje | lovag                                     |
|      | André Kostolany tőzsdeguru | lovag                                     |
|      | Lakatos András, a Külügyminisztérium 2. Területi Főosztály munkatársa | lovag                                     |
|      | Máday Sándor közjegyző, képviselő | lovag                                     |
|      | Molnár Miklós (1918-2003) történész, politológus | lovag                                     |
|      | Németh Borbála, a párizsi Magyar Nagykövetség beosztott diplomatája | lovag                                     |
|      | Otto Tamás, a párizsi Magyar Nagykövetség beosztott diplomatája | lovag                                     |
|      | Posner Károly Lajos nagyiparos | lovag                                     |
|      | Széky János Károly orvos | lovag                                     |
|      | Tóth Cecília, a Külügyminisztérium Állami Protokoll munkatársa | lovag                                     |
|      | Szántó Tivadar (1877–1934) zongoraművész | lovag                                     |
|      | Wagner László mezőgazda, műegyetemi tanár | lovag                                     |
|      | Winkler Pál (Paul Winkler) lapkiadó, könyvkiadó | lovag                                     |
|      | Apponyi Sándor főkamarás |                                           |
|      | Barcza Ernő helyettes államtitkár |                                           |
|      | Barcs György gyógyszergyáros |                                           |
|      | Barkóczy György főkonzul |                                           |
|      | Bodola Lajos geodéta |                                           |
|      | Bogárdy-Bischitz Sándor (?-1981) mezőgazdász |                                           |
|      | Borth György képviselő |                                           |
|      | Cindric Egon (1893-?) diplomata |                                           |
|      | Dumba Szilárd Tivadar diplomata |                                           |
|      | Esterházy Pál |                                           |
|      | Farkasházy Jenő keramikus, művészettörténész, igazgató |                                           |
|      | Földváry József kereskedelmi minisztériumi titkár |                                           |
|      | Gaál Boldizsár francia császári ezredes |                                           |
|      | Gervay Mihály főrend, országos posta-főigazgató |                                           |
|      | Göllheim Károly birodalmi tanácstag |                                           |
|      | Gyarmathy Mihály (Michel Gyarmathy) (1908-1996) díszlet- és jelmeztervező, művészeti igazgató                                                                                    |                                           |
|      | Hengelmüller László (1845-1917) diplomata |                                           |
|      | Hertelendy Andor diplomata |                                           |
|      | Ignácz Rózsa író, műfordító |                                           |
|      | Kecskeméti Károly (Charles Kecskemeti), a Francia Nemzeti Levéltár munkatársa [forrás?]                                                                                          |                                           |
|      | Khevenmüller Metsch Rezső diplomata |                                           |
|      | Kugler Henrik cukrász |                                           |
|      | Kőrösy József statisztikus |                                           |
|      | Kuranda Emil, az Adria magyar tengeri hajózási rt. vezérigazgatója |                                           |
|      | Matlekovits Sándor közgazdász, államtitkár |                                           |
|      | Mecséry Károly (1835–1901) vezérőrnagy, cs. kir. kamarás |                                           |
|      | Mérey Kajetán diplomata |                                           |
|      | Mester László vegyészmérnök |                                           |
|      | Miklós Ádám államtitkár |                                           |
|      | Nemes Albert diplomata |                                           |
|      | Németh Imre miniszteri tanácsos |                                           |
|      | Nopcsa Ferenc (1815-1904) főispán |                                           |
|      | Pálffy Móric (1869-1948) diplomata |                                           |
|      | Palkovics Ede (1858-1929) szakácsművész |                                           |
|      | Perlaky Elek (1840-1904) országgyűlési képviselő |                                           |
|      | Sándor Balázs katonaorvos |                                           |
|      | Schnierer Gyula szabadalmi tanács elnöke |                                           |
|      | Sina Simon bankár, nagybirtokos |                                           |
|      | Singer Szigfrid (Siegfried Singer) vegyész, a Societé centrale de Dynamit igazgatója                                                                                             |                                           |
|      | Solti György karmester Archiválva 2012. november 14-i dátummal a Wayback Machine-ben                                                                                             |                                           |
|      | Somlyó György költő, műfordító (?) [forrás?] |                                           |
|      | Sömjén Géza ügyvéd, tiszteletbeli mexikói konzul, szakszótárkészítő |                                           |
|      | Szalay Péter kereskedelmi államtitkár |                                           |
|      | Szécsen Miklós diplomata, párizsi nagykövet |                                           |
|      | Szekeres György kritikus, műfordító |                                           |
|      | Szilágyi József újságíró |                                           |
|      | Emeric Vagh-Weimann (Vágh-Weimann Imre) (1919- ) festőművész Archiválva 2012. szeptember 23-i dátummal a Wayback Machine-ben                                                     |                                           |
|      | Vargha Vilmos mérnök |                                           |
|      | Velics Lajos diplomata |                                           |
|      | Zichy Jenő politikus, utazó |                                           |
|      | Zichy Henrik főispán, főrendiházi tag |                                           |
|      | Zichy Tivadar (1847-1927) diplomata, főrendiházi tag |                                           |
|      | Zimmermann Frigyes a MÁV Gép- és Kocsigyár igazgatója |                                           |